# Kumashiro Yūhi

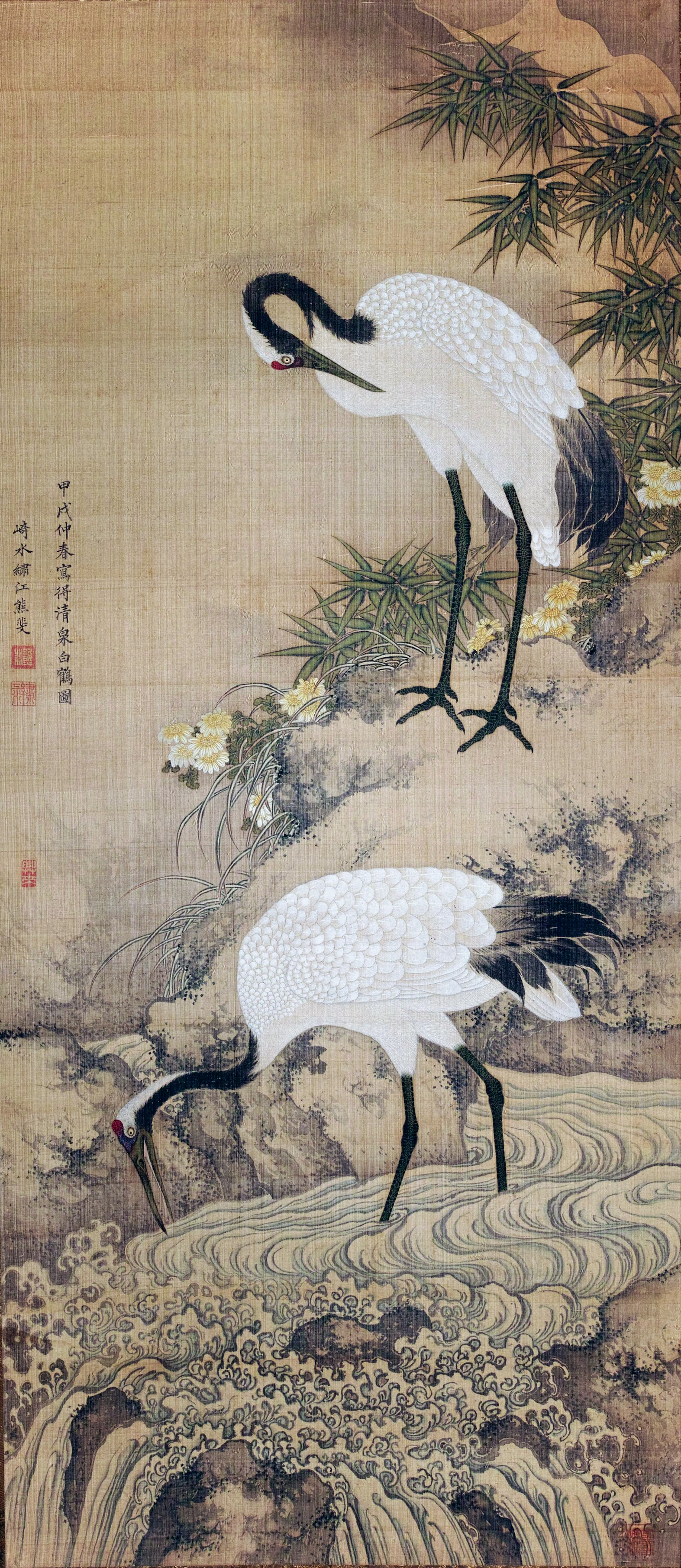
Zwei Kraniche

Kumashiro Yūhi (japanisch 熊代 熊斐; geboren etwa 1712 in Nagasaki (Provinz Hizen); gestorben 20. Januar 1773 daselbst) war ein japanischer Maler in der Mitte der Edo-Zeit.

## Leben und Wirken
Kumashiro Yūhi war ein Adoptivsohn der Kumashiro-Familie (神代家), die in Nagasaki Dolmetscher für den Verkehr mit chinesischen Handelsschiffen stellten und als „Tōtsūji no Kumashiro“ (唐通事の神代) bekannt war. Er erlernte die Malerei unter Shen Quan, der 1731 aus dem China der Qing-Dynastie nach Japan gekommen war, und der seinen Stil, japanisch „Nanpin-Stil“ lehrte, wobei er Blumen- und Vogelmalereien naturgerecht skizzierte. Kumashiro änderte seinen Vornamen in Kumashiro Hi und nannte sich, auf den Vornamen verkürzt im chinesischen Stil, „Kumai“. Er starb 1773, 80 Jahre alt. Sein Spitzname war „Shiko“ (淇瞻). Sein „Go“ war „Shūkō“ (繍江).
Zu Kumashiros Werken gehören „Michitose-zu“ (三千歳図) – etwa „3000 Jahre Bild“ und „Nami ni U zu“ (浪に鵜図) – „In den Wellen Kormorane“. Zu seinen Schülern zählt Sō Shiseki (1712–1786).

## Bilder

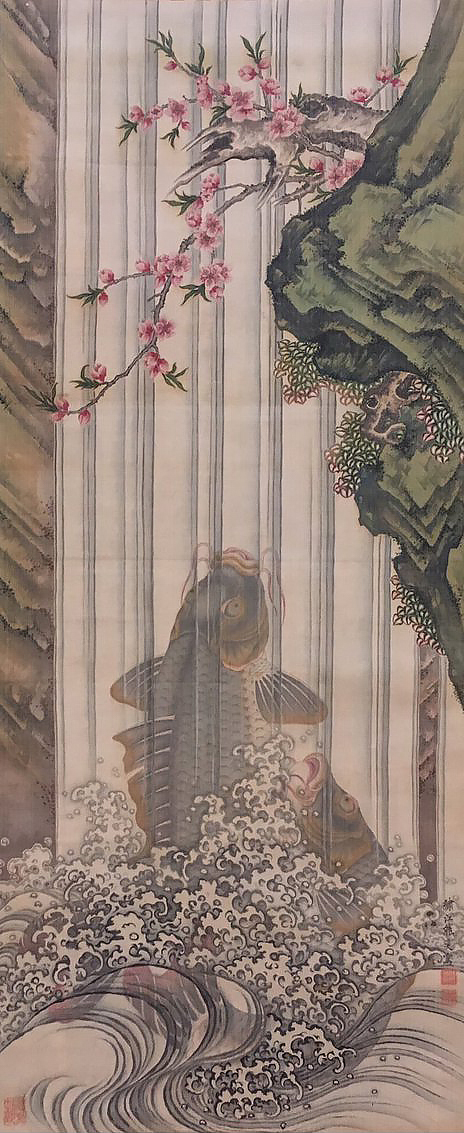
Karpfen
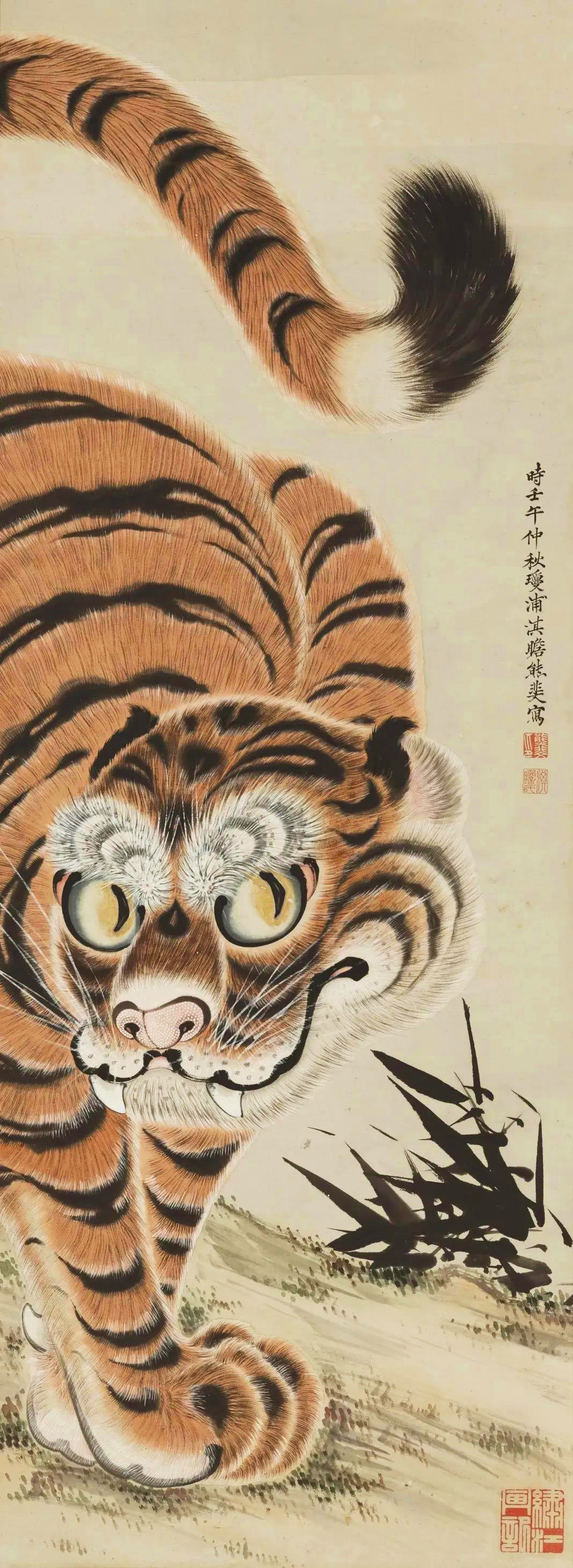
Tiger
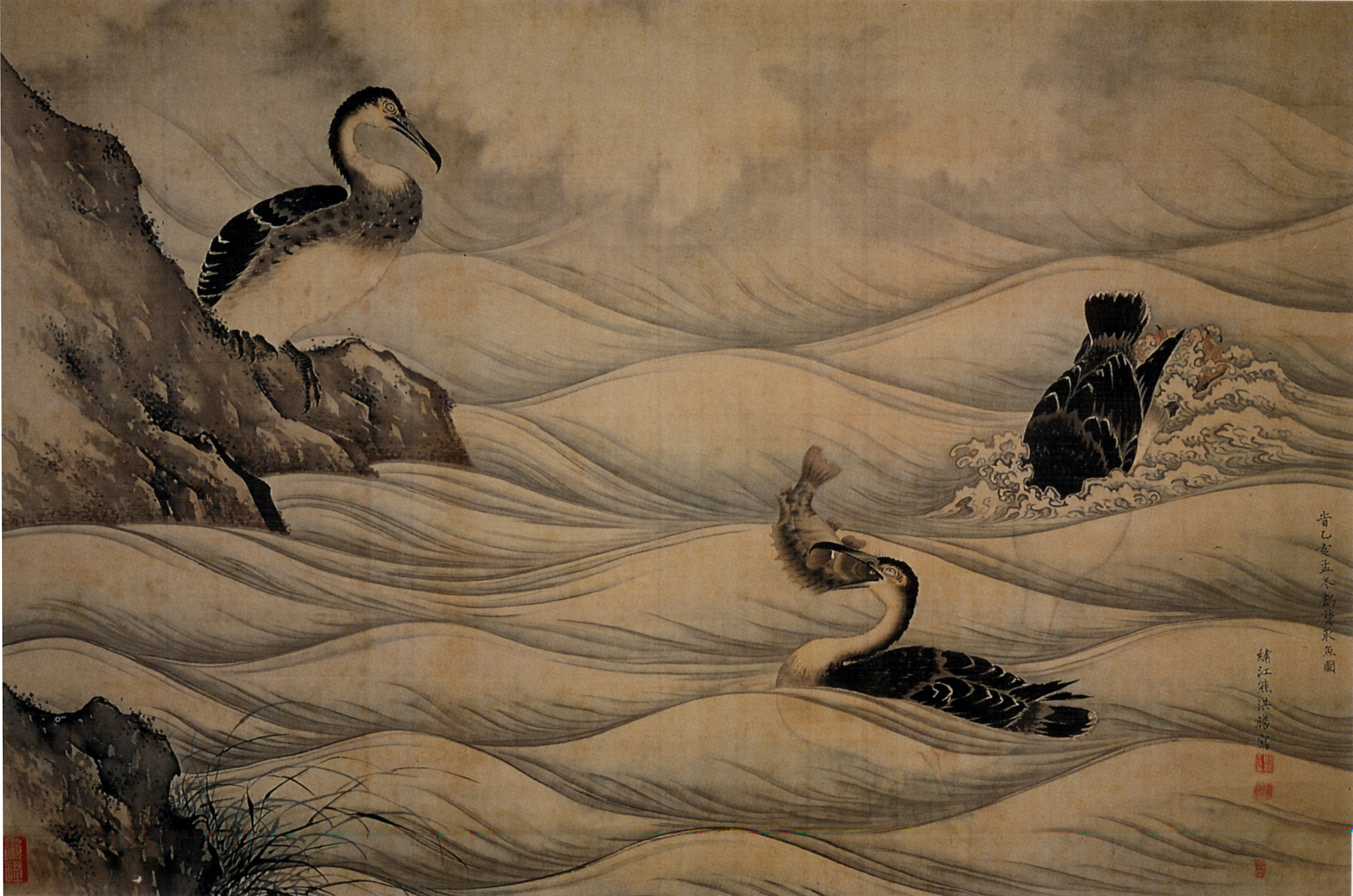
„In den Wellen Kormorane“
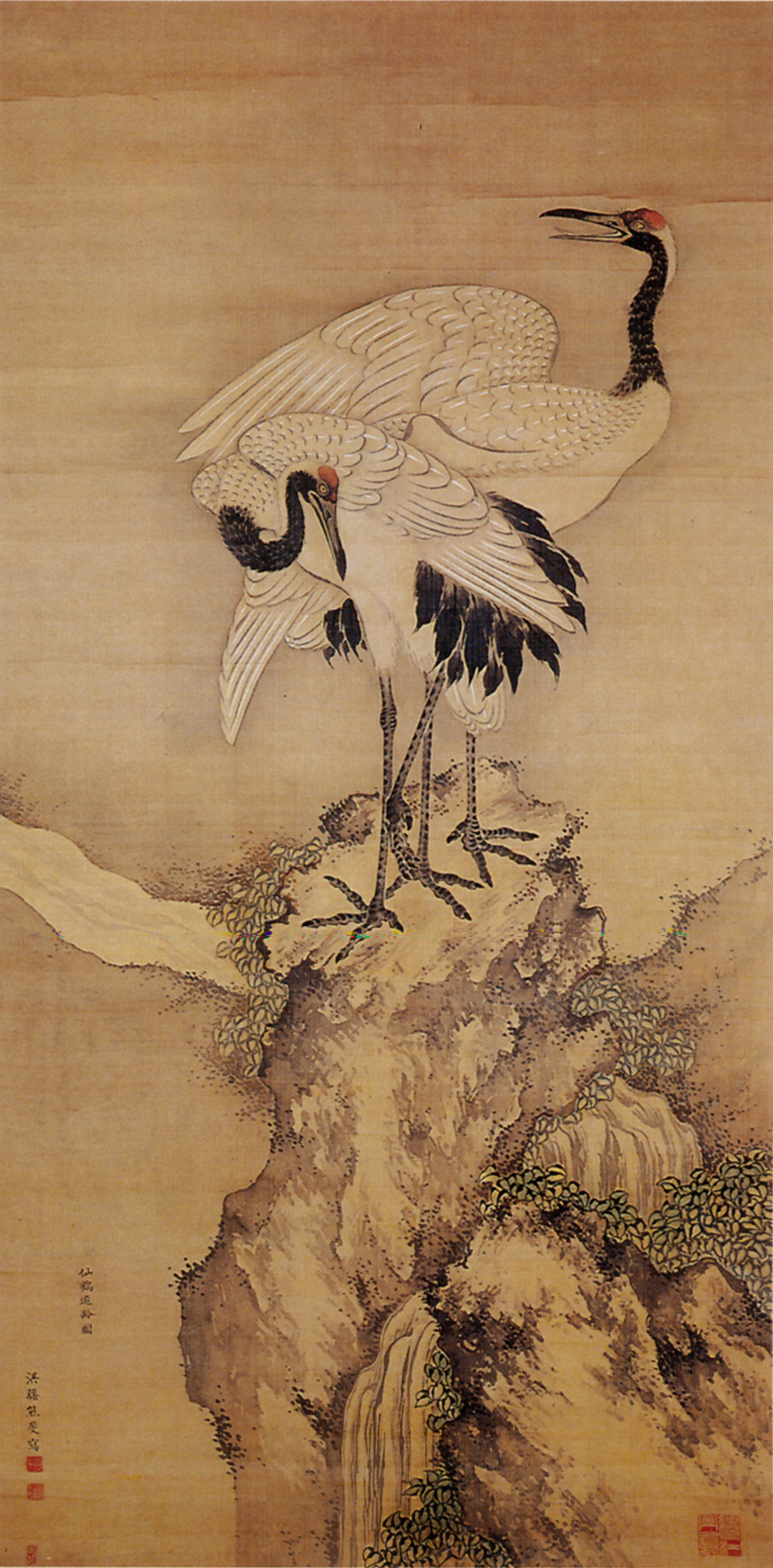
Kraniche
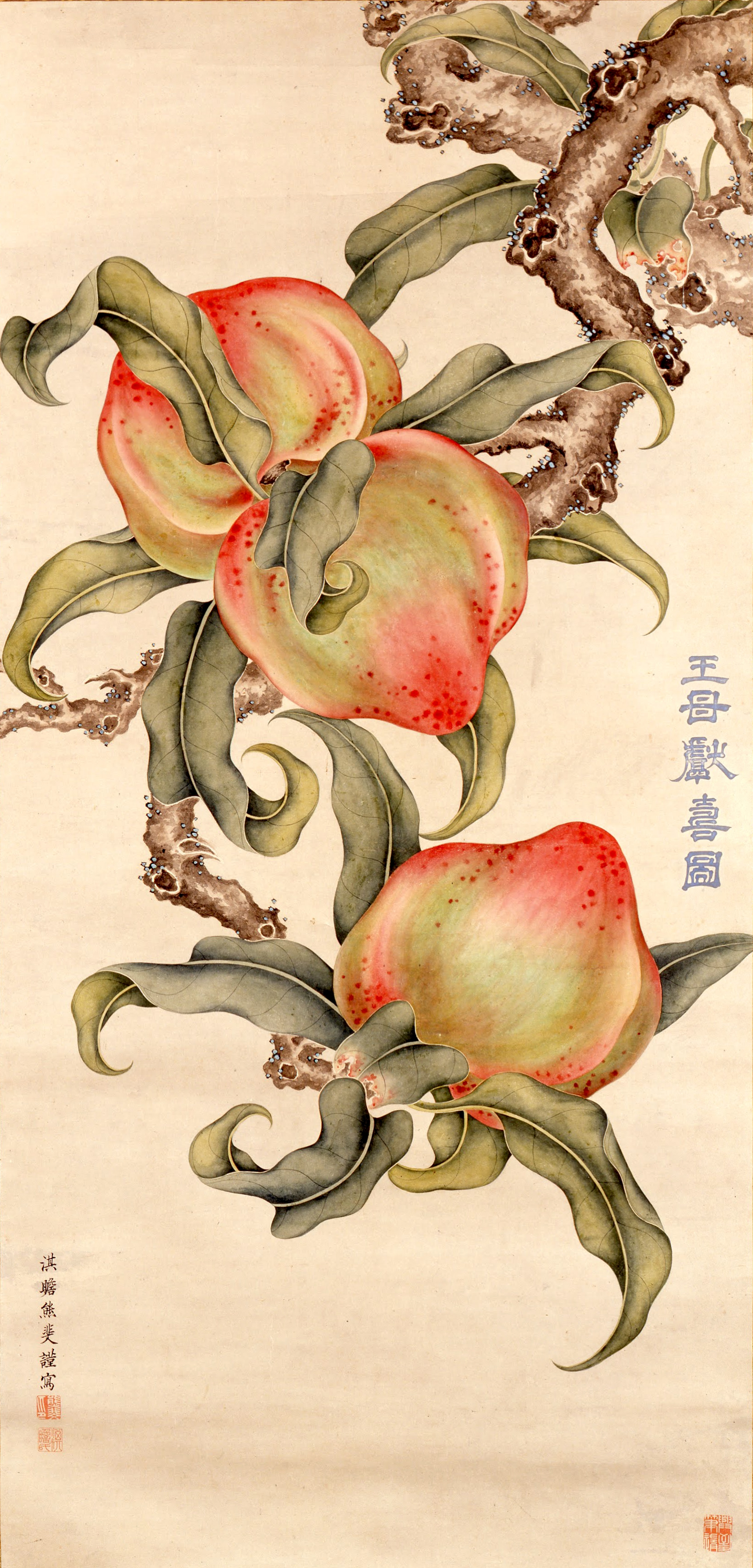
Pfirsiche der Unsterblichkeit
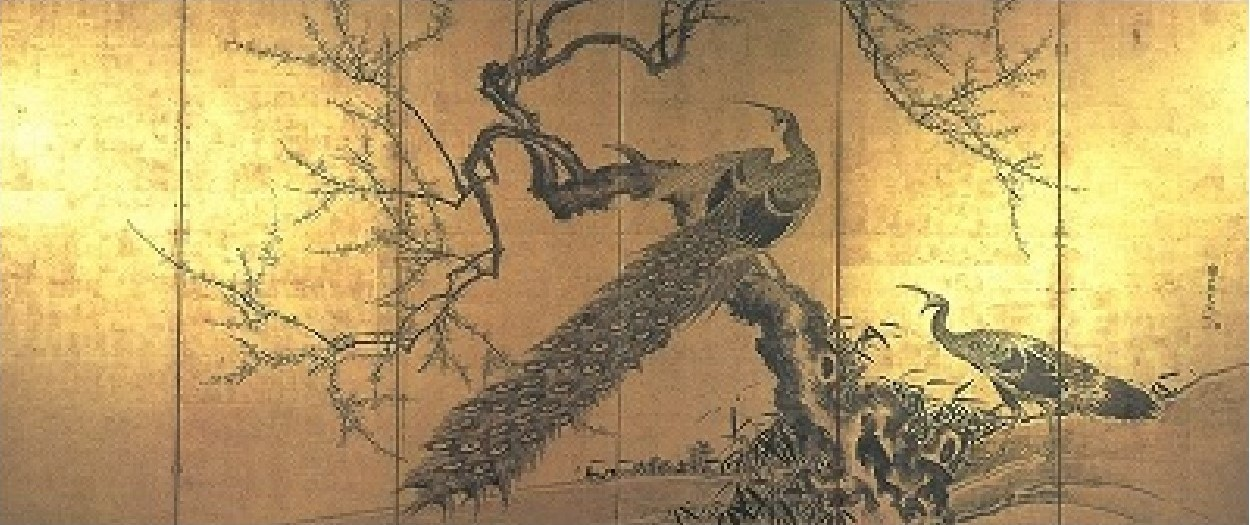
Stellschirm